# Ugo Tognazzi
Ugo Tognazzi (* 23. März 1922 in Cremona, Lombardei; † 27. Oktober 1990 in Rom) war ein italienischer Schauspieler, Regisseur, Schriftsteller und Komödiant.

## Biografie

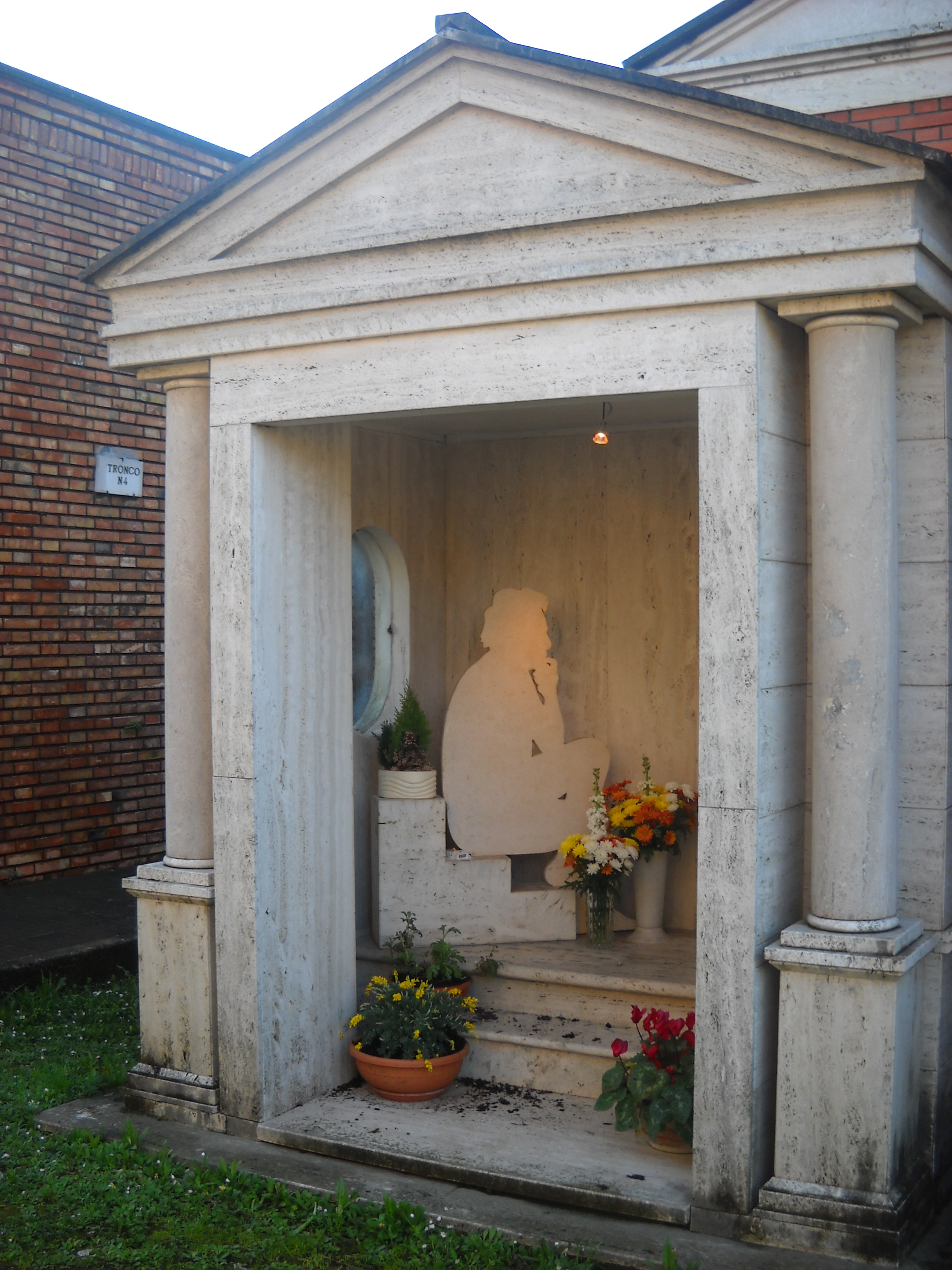
Tognazzis Grab in Velletri

Seine Jugend verbrachte Ugo Tognazzi an verschiedenen Orten Italiens, da sein Vater Vertreter für eine Versicherungsgesellschaft war und viel durch das Land reiste. Nachdem er 1936 in seine Heimatstadt Cremona zurückgekehrt war, arbeitete er in einer Salamifabrik. Im Zweiten Weltkrieg wurde er einberufen und kehrte im September 1943 nach dem Waffenstillstand von Cassibile in seine Heimat zurück. Er hatte seit seiner Jugend eine Vorliebe für Bühnenveranstaltungen, und auch während der Kriegsjahre führte er Theaterstücke für die Soldaten in seiner Truppe auf. 1945 zog er nach Mailand, wo er von Wanda Osiris’ Theatergesellschaft engagiert wurde. Einige Jahre später gründete er seine eigene Gesellschaft, die Musicals und Revuen aufführte.
Tognazzi wurde in Deutschland besonders durch seine Rollen in Das große Fressen und Ein Käfig voller Narren bekannt. Neben seiner Schauspielerei – er gewann 1981 den Preis als bester Schauspieler bei den Filmfestspielen in Cannes, erhielt dreimal den David di Donatello und viermal den Nastro d’Argento – genoss er in Italien eine hohe Reputation als Gourmet und Koch.
Ugo Tognazzi starb im Alter von 68 Jahren an einer Hirnblutung. Er wurde auf dem Cimitero Monumentale von Velletri, Region Latium, bestattet.

### Familie
Tognazzi war mit Franca Bettoia verheiratet. Seine Söhne Ricky (* 1955) und Gianmarco (* 1967) sind Filmschauspieler, wobei ersterer auch als Regisseur tätig ist. Seine Tochter Maria Sole Tognazzi (* 1971) ist Filmregisseurin.
Er ist der Vater des norwegischen Filmregisseurs und -produzenten Thomas Robsahm (* 1964).

## Zitate
- „Finanzbeamte sind Leute, die das Doppelte von dem glauben, was man ihnen sagt.“
- „Ein Optimist ist ein Mensch, der ohne Geld in der Tasche im Restaurant Austern bestellt und hofft, von den gefundenen Perlen die Zeche bezahlen zu können.“[2]
- „Propaganda ist die Kunst, Gegenwind in Rückenwind zu verwandeln.“

## Filmografie (Auswahl)
- 1950: I cadetti di Guascogna
- 1951: Auguri e figli maschi!
- 1951: La paura fa 90
- 1951: Una Bruna indiavolata
- 1953: Liebe in der Stadt (L’amore in città)
- 1958: Totò nella Luna
- 1959: Tolpatsch macht Karriere (Policarpo, ufficiale di scrittura)
- 1959: Tina räumt auf (La sceriffa)
- 1960: Un dollaro di fifa
- 1960: Halt mal die Bombe, Liebling (Che gioia vivere)
- 1961: I magnifici tre
- 1961: Zwei in einem Stiefel (Il federale)
- 1961: Die Nächste bitte! (Il mantenuto) (auch Regie)
- 1962: Lockende Unschuld (La voglia matta)
- 1963: Die Bienenkönigin (Una storia moderna – L’ape regina)
- 1963: I mostri
- 1963: Stunden der Liebe (Le ore dell’amore)
- 1964: Das saure Leben (La vita agra)
- 1965: Einmal zu wenig, einmal zu viel (I complessi)
- 1965: Ich habe sie gut gekannt (Io la conoscevo bene)
- 1966: Eine Frage der Ehre (Una questione d’onore)
- 1967: Il fischio al naso (auch Regie)
- 1967: Ehe in Rom (Il padre di famiglia)
- 1967: Unmoralisch lebt man besser (L’immorale)
- 1968: Barbarella
- 1968: Sissignore (auch Regie)
- 1968: La Bambolona – die große Puppe (La bambolona)
- 1969: Der Schweinestall (Porcile)
- 1969: Die Degenerierten (Satyricon)
- 1970: Schwestern teilen alles (Venga a prendere il caffè da noi)
- 1970: Quadratur der Liebe (Cuori solitari)
- 1970: La Califfa
- 1971: Abend ohne Alibi (In nome del popolo italiano)
- 1971: Die Audienz (L’udienza)
- 1972: Der Meister und Margarita (Majstor i Margarita)
- 1973: Berühre nicht die weiße Frau (Touche pas à la femme blanche)
- 1973: Das große Fressen (La grande bouffe)
- 1974: Der dritte Grad (La faille)
- 1975: Ente auf Orange (L’anatra all’arancia)
- 1975: Ein irres Klassentreffen (Amici miei)
- 1976: Telefoni Bianchi
- 1977: Strandgeflüster (Casotto)
- 1977: Das rote Zimmer (La stanza del vescovo)
- 1977: Der Kater läßt das Mausen nicht (Il gatto)
- 1978: Ein Sack voll Flöhe (Primo amore)
- 1978: Stau (L’ingorgo – una storia impossibile)
- 1978: Ein Käfig voller Narren (La Cage aux folles)
- 1979: I viaggiatori della sera (auch Regie, Drehbuch)
- 1980: Die Terrasse (La terrazza)
- 1980: Noch ein Käfig voller Narren (La cage aux folles II)
- 1980: Sunday Lovers
- 1981: Die Tragödie eines lächerlichen Mannes (La tragedia di un uomo ridicolo)
- 1982: Meine Freunde (Amici mei atto II°)
- 1983: Il petomane
- 1984: Bertoldo, Bertoldino e Cacasenno
- 1984: Der dicke König Dagobert (Le Bon Roi Dagobert)
- 1985: Amici miei – Atto III°
- 1985: Ein Käfig voller Narren – Jetzt wird geheiratet (La Cage aux folles III)
- 1986: Yiddish Connection
- 1987: In letzter Minute (Ultimo minuto)
- 1988: Das Chaoten-Duo (Arrivederci e grazie)
- 1988: Bandellis Alibi (I giorni dell Commissario Ambrosio)
- 1989: Tolérance
- 1990: La batalla de los Tres Reyes

## Schriften
- La mia cucina. Con i vini di Antonio Piccinardi. Milano: SugarCo 1983.
- L’abbuffone. Storie da ridere e ricette da morire. Avagliano 2004. ISBN 88-8309-143-4.
- Afrodite in cucina. Cava de’ Tirreni, Marlin 2005. ISBN 88-6043-000-3.